# Jordi Pasma
Jordi Pasma, (Amsterdam, 19 mei 1992) is een Nederlands korfballer. Hij speelde in de Korfbal League bij Koog Zaandijk t/m 2021.

## Begin van carrière
Pasma begon met korfbal bij Waterland. Toen Pasma vijftien jaar was, in 2007, ging hij naar Koog Zaandijk om op het hoogste niveau te spelen.

## Koog Zaandijk
In de hoofdmacht van Koog Zaandijk kwam Pasma terecht in een sterke selectie, met spelers zoals Tim Bakker, Rick Voorneveld en Erik de Vries.
In seizoen 2011-2012 plaatste KZ zich voor de zaalfinale in Ahoy. Pasma stond niet in de basis van het team, maar zag wel KZ van PKC winnen met 20-19. 
Als landskampioen van Nederland deed KZ mee in de Europacup van 2013.  In dit toernooi, dat in Boedapest gespeeld werd plaatste KZ zich voor de finale tegen het Belgische Boeckenberg. KZ won de finale met 20-18.
In het seizoen erop, 2012-2013 was Pasma basisspeler van het team. KZ werd 3e in de Korfbal League en plaatste zich zo voor de play-offs. Echter werden de play-offs verloren van Fortuna, waardoor KZ in de troostfinale speelde in Ahoy. Ook deze wedstrijd liep uit op een teleurstelling, want het Amsterdamse AKC Blauw-Wit won met 29-20.
In seizoen 2013-2014 miste KZ in de zaal de play-offs, maar deed het goede zaken in de veldcompetitie. Hier plaatste KZ zich voor de kruisfinale, die het won met 18-16 van Dalto. Hierdoor speelde KZ de veldfinale van 2014 tegen Fotuna. KZ won met 17-15, waardoor het Nederlands veldkampioen werd.
In seizoen 2020-2021 begon de competitie wat later dan normaal, vanwege COVID-19. Koog Zaandijk plaatste zich als 2e in Poule A voor de play-offs. In de eerste play-off ronde versloeg KZ in 2 wedstrijden DOS'46, waardoor de ploeg in de 2e play-off ronde terecht kwam (halve finale ronde). Hierin trof KZ de verdedigend kampioen Fortuna. In deze best-of-3 serie won Fortuna de eerste wedstrijd, maar KZ won de tweede. Hierdoor werd deze ronde beslist in de derde wedstrijd. Fortuna won deze laatste wedstrijd met 22-15, waardoor het seizoen voor KZ strandde in de play-offs.
Seizoen 2020-2021 werd het laatste seizoen voor Pasma op het hoogste niveau. In juni 2021 maakte hij bekend dat hij stopte.

## Erelijst
- Korfbal League kampioen, 1x (2012)
- Europacup kampioen, 1x (2013)
- Ereklasse veldkampioen, 1x (2014)
- Supercup veldkampioen, 1x (2014)

## Masker
Pasma stond in de Korfbal League bekend om het dragen van een masker. In een periode van twee jaar brak hij vier keer zijn neus. Vanwege die kwetsuur droeg hij tijdens de wedstrijden een zwartgekleurd masker.

## Oranje
In 2018 tot 2019 zat Pasma bij Team NL. Hij won goud op het WK van 2019.